# Ocean Eyes (canção)
"Ocean Eyes" é uma música da cantora estadunidense Billie Eilish. Originalmente publicado no SoundCloud em 18 de novembro de 2015, foi lançado em 18 de novembro de 2016, pela Darkroom e Interscope Records. A música foi escrita e produzida pelo irmão mais velho de Eilish, Finneas O'Connell e foi originalmente escrita por Finneas para sua banda. O Astronomyy remix da canção chegou ao número 25 no Billboard Spotify Velocity.

## Antecedentes
Quando perguntada sobre como a música surgiu em uma entrevista com Ariana Marsh, da Teen Vogue, Eilish disse:
"Além de cantar, eu também sou dançarina. Eu danço desde os oito anos. No ano passado, um dos meus professores perguntou se eu escreveria uma música ou se meu irmão escreveria uma música para coreografar uma dança. Eu fiquei tipo, 'sim, isso é uma coisa tão legal de se fazer!' Então, meu irmão veio até mim com "Ocean Eyes", que ele havia escrito originalmente para sua banda, e me disse que achava que isso soaria muito bom na minha voz. Ele me ensinou a música e cantamos juntos junto com seu violão. e eu adorei - ficou preso na minha cabeça por semanas. Nós meio que decidimos que essa era a música que usaríamos para a dança. Colocamos no SoundCloud com um link para download gratuito ao lado, então meu professor de dança realmente não tínhamos intenções, mas basicamente da noite para o dia uma tonelada de pessoas começou a ouvir e compartilhar. O Hillydilly, um site de descoberta de músicas, o encontrou e publicou e ficou cada vez maior. Foi realmente surreal. Então, Danny Ruckasin, que agora é meu gerente, estendeu a mão para meu irmão e disse 'cara, isso vai ficar enorme e acho que você vai precisar de ajuda ao longo do caminho. Eu quero ajudar vocês. Pra Nós isso era até então uma brincadeira

## Recepção crítica
Chris DeVille, da Stereogum, disse que "a música é pop puro, uma balada sobre o desejo de reconciliar-se com um ex. Posso imaginá-la se tornando um grande sucesso, e o vídeo da diretora Megan Thompson certamente ajudará". Mike Wass do Idolator a rotulou uma "balada sonhadora". Rebecca Haithcoat, da SSENSE, chamou de "dream-pop transparente". Mathias Rosenzweig, da Vogue declarou "Na faixa inovadora de Billie Eilish, 'Ocean Eyes', ela compara o amor a cair de um penhasco, cercada pela intensidade bélica dos céus de napalm. É uma descrição profunda para uma garota de 14 anos, e isso levou a uma quantidade enorme de interesse em sua música de estréia—e também na própria cantora. Como o título sugere, seus vocais soprano arejados também evocam pensamentos sobre o oceano que percorre a suave percussão e sintetizadores minimalistas da música. A maturidade da música combina com alguns ideais infantis — ela canta, por exemplo, não é justo — atingiu um público muito mais antigo que Eilish e acumulou um total de mais de 173 milhões de streams no Spotify. O Astronomyy Remix da faixa é usado como Single Mix nas estações de rádio dos EUA. Jason Lipshutz da Billboard chamou-a de "discreta e comovente". A música foi chamada de "synth-pop um pouco sombrio".

## Vídeo musical
Um videoclipe da música, dirigido por Megan Thompson, foi lançado em 24 de março de 2016. Um videoclipe para performance de dança foi lançado em 22 de novembro de 2016.

## Lista de faixas
| Download Digital |              |         |  |
| N.º              | Título       | Duração |  |
| 1.               | "Ocean Eyes" | 3:20    |  |

| N.º | Título                             | Duração |  |
| 1.  | "Ocean Eyes" (Astronomyy Remix)    | 4:56    |  |
| 2.  | "Ocean Eyes" (Blackbear Remix)     | 3:15    |  |
| 3.  | "Ocean Eyes" (Goldhouse Remix)     | 3:33    |  |
| 4.  | "Ocean Eyes" (Cautious Clay Remix) | 3:11    |  |

## Desempenho nas tabelas musicais

### Tabelas semanais
| Tabela musical (2018—19)               | Melhor posição |
| -------------------------------------- | -------------- |
| Austrália (ARIA Charts)                | 58             |
| Canadá (Canadian Hot 100)              | 68             |
| Escócia (OCC)                          | 50             |
| Eslováquia (IFPI Slovenská Republika)  | 83             |
| Estados Unidos (Billboard 100)         | 84             |
| Estados Unidos (Rolling Stone 100)     | 54             |
| Irlanda (IRMA)                         | 50             |
| Letônia (Latvijas Radio)               | 84             |
| Lituânia (AGATA)                       | 84             |
| Portugal (AFP)                         | 93             |
| Reino Unido (UK Singles Chart)         | 72             |
| República Checa (IFPI Česká Republika) | 62             |
| Suécia (Sverigetopplistan)             | 88             |

| Tabela musical (2018)                           | Posição |
| ----------------------------------------------- | ------- |
| Estados Unidos (Alternative Digital Song Sales) | 11      |

## Vendas e certificações
| Região | Certificação | Vendas     |
| --- | ------------ | ---------- |
| Austrália (ARIA) | 2× Platina   | 140,000^   |
| Áustria (IFPI Áustria) | Ouro         | 15,000*    |
| Canadá (Music Canada) | 3× Platina   | 240,000‡   |
| Dinamarca (IFPI Dinamarca) | Ouro         | 45,000^    |
| Estados Unidos (RIAA) | 3× Platina   | 3,000,000‡ |
| Itália (FIMI) | Ouro         | 25,000‡    |
| Nova Zelândia (RMNZ) | Platina      | 90,000*    |
| Reino Unido (BPI) | Platina      | 600,000‡   |
| *vendas baseadas apenas na certificação ^distribuições baseadas apenas na certificação ‡vendas+valores de streaming baseados apenas na certificação |              |            |

## Histórico de lançamento
| Região | Data                   | Formato                          | Gravadora           |
| ------ | ---------------------- | -------------------------------- | ------------------- |
| Várias | 28 de novembro de 2016 | Download digital                 | Darkroom Interscope |
| Várias | 13 de janeiro de 2017  | Download digital (EP de Remixes) | Darkroom Interscope |